# Чекомасьев
Чекомасьев — хутор в Чернышковском районе Волгоградской области. Входит в состав Басакинского сельского поселения.
На 2017 год в Чекомасьеве числится 2 улицы: Заречная и Россошанская, регулярного транспортного сообщения нет.

## Население
| 2010 |
| ---- |
| 68   |

## География
Хутор расположен на левом берегу реки Россошь, примерно в 58 километрах от райцентра, высота центра селения над уровнем моря — 49 м